# Nestorio
Nestorio, en griego Νεστόριος (c. 386-c. 451), líder cristiano sirio del siglo V. Nació en Germanicia, Siria (hoy Kahramanmaraş en Turquía). Fue arzobispo de Constantinopla y fue acusado de profesar la doctrina que lleva su nombre (nestorianismo), consistente en una separación total entre la divinidad y la humanidad de Cristo. Ponía en duda la denominación de Madre de Dios (Teotókos) para María, la cual no podía ser madre de un Dios, sino de la naturaleza humana de Cristo. Tal doctrina fue declarada herética por el Concilio de Éfeso, que depuso a Nestorio del patriarcado en 431. Murió en los desiertos de Libia entre 440 y 451.
Al recaer sobre él la acusación de herejía, sus obras fueron destruidas. Se trataba de una producción numerosa sobre todo de sermones, cartas y algunos tratados dedicados a temas dogmáticos en disputa. Se conserva su obra Bazar de Heráclides de Damasco, donde critica la postura de Cirilo de Alejandría y, por tanto, las decisiones del Concilio de Éfeso. Se le atribuyeron también los Doce contra-anatematismos, que serían una respuesta a los Anatematismos de Cirilo, pero tal atribución es espuria.
Sus seguidores, los denominados nestorianos, difundieron su doctrina por Asia, llegando a crear una importante iglesia que se extendió desde la India hasta Siberia. Actualmente, quedan congregaciones de esta iglesia en Irak (Iglesia asiria del Oriente), Irán, India, China, Estados Unidos y otros lugares donde han migrado comunidades de los países citados.

## Controversia sobre el lenguaje
Durante su obispado, un sacerdote antioqueno en Bizancio comenzó a predicar contra el título de Theotokos (Madre de Dios). El sacerdote anónimo sostuvo que llamar a la Virgen Theotokos no era del todo exacto y daba la impresión de que la Virgen María había dado a luz a la divinidad de Cristo. La capital mariana reaccionó con fuerza y Nestorio se vio obligado a intervenir. El patriarca afirmó que sería más exacto decir que la Santísima Virgen María era Cristotokos (La Madre de Cristo), ya que ella dio a luz a la humanidad perfecta de Cristo. Sin embargo, la ruptura con la tradición cristiana era evidente y su posición era impopular en Bizancio. De hecho, la denominación de Madre de Dios se aplicó a la Virgen mucho antes de la cristianización del imperio y fue acogida por al menos la mayoría de los cristianos de la época. Sin embargo, la controversia de llamar a la Virgen Madre de Cristo o Madre de Dios se trataba más de cómo los cristianos podían hablar ortodoxamente de la unidad de Cristo como verdadero Dios y verdadero hombre. Nestorio quiso evitar decir que la Divinidad sufrió o mostró debilidad, ya que es impasible, mientras que su oponente San Cirilo de Alejandría sostenía que el Verbo de Dios sí sufrió y murió en la carne, enfatizando la unidad de su persona..

## Teología
Las creencias de Nestorio fueron falsificadas y exageradas incluso durante su vida. Se alegó que Nestorio fue un adopcionista como el condenado Pablo de Samósata, y que odió el título de Teotokos (que se traduce a portadora de Dios o Madre de Dios) ambas siendo acusaciones falsas basadas en polémicas tempranas principalmente por parte del abad Casiano de Marseilles. La idea de que había dos Hijos de Dios, uno por naturaleza y otro por asociación, comúnmente atribuida a Nestorio, le pareció absurdo por no concordar con la divina escritura, y escribió vehementemente contra la enseñanza de dos Hijos. La gran parte de la información acerca de Nestorio  llega hasta nuestros días de fuentes hostiles que describen engañosamente sus doctrinas. Las verdaderas posturas de Nestorio, al menos las que sostenía hacia el final de su vida, fueron reveladas por el descubrimiento de su única obra restante; el bazar de Heraclides. Aunque sus cartas a Cirilo de Alejandría, escritas antes de los concilios de Éfeso, también han sobrevivido.
Nestorio fue Obispo de Constantinopla y acogió las doctrinas de los concilios de Nicea y de Constantinopla. Creyó en la eternidad del Verbo de Dios y en su igualdad con el Padre, y perseguía a los seguidores de Apolinar y a los arrianos presentes en la capital. Sus obras se empaparon de citas de las escrituras, especialmente de pasajes del evangelio según San Juan, que informaban su teología de la Trinidad.  Su celo por defender la ortodoxia frente a los Arrianos y Apolinarianos le llevaron a hacer varios tratados sobre la Cristología. Nestorio afirmó que Cristo tenía dos naturalezas, la naturaleza divina del Verbo de Dios, y una naturaleza verdaderamente humana, conjuntas en la persona del Mesías. Le fue muy importante preservar la dignidad del eterno y divino Verbo, pero también recalcó que Cristo tuvo todas las facultades humanas, incluidas el alma y la mente humanas (a diferencia de la doctrina de Apolinario). Su modo de describir la unión del Verbo con "su templo", la plena humanidad de Jesús, daba la impresión de que habló de dos personas en Cristo, lo cual lo metió en problemas con sus Obispos compañeros Aunque las críticas más sofisticadas de su doctrina se trataron de las implicaciones lógicas de poder separar la divinidad de la humanidad de modo tan estricto y cómo Cristo podría ser una sola persona a la luz de tal división.   

Nestorio no fue el primero en asignar ciertas acciones a la divinidad o la humanidad del Mesías. San Gregorio de Nisa y San Hilario de Poitiers enseñaron cosas similares en ocasiones, con el último diciendo que la muerte se atribuye al hombre y la vivificación al Dios.  Nestorio continuó esta tradición y siguió la trayectoria del pensamiento y sus implicaciones. Enseñó que el Verbo de Dios es el (único) Hijo divino, que asumió la carne sin cambiar su "ousia" (esencia). Hay varias citas de Nestorio que acentúan su creencia en la unidad de la persona de Cristo con sus dos naturalezas. 
Llamo a Cristo: "Dios perfecto y hombre perfecto", no naturalezas que se confunden, sino que están unidas.
El Verbo de Dios no estaba separado de la naturaleza del Templo.
Nuestro Señor el Cristo es Dios y hombre.

La unidad de las naturalezas no se divide; es la ousia de las naturalezas unidas que se separa.
Nestorio enfatizó que el Verbo de Dios es inmutable e invariable, y, por ende, negó que el Verbo sufriera o mostrara debilidad. Entendió que el Verbo tomó la verdadera humanidad de Jesús como su templo, vistiéndose en ella, pero permaneciendo distinto. Sin embargo, no soportó la idea de que el Verbo pudiera sufrir y requerir sustento, ya que Él es omnipotente y de la misma naturaleza del Padre. Ese deseo de mantener dividida las dos naturalezas y evitar decir que el Verbo de Dios padeció tendría consecuencias en cuanto a la soteriología. Pues, si únicamente sufrió y murió la naturaleza humana, entonces, ¿cómo paga el sacrificio de un solo ser humano por los pecados del mundo o vence a la muerte? Fue esta cuestión, irresoluble, según los participantes del concilio de Éfeso, la que resultó ser el talón de Aquiles de la teología nestoriana.

### La escuela de Antioquía
Nestorio perteneció a la escuela de Antioquía, un esquema interpretativo que se centró en el "sentido literal" de la Biblia. Los teólogos de la escuela defendieron la auténtica humanidad de Jesucristo frente a las pretensiones de los apolinaristas y la verdadera divinidad de la Palabra de Dios frente a los arrianos. Entre ellos, había una tendencia marcada de separar la humanidad de Jesús de su divinidad, para proteger la dignidad del Verbo de Dios. Por lo tanto, afirmaron que en la única persona de Cristo existió la plena humanidad de Jesús y la verdadera deidad del Verbo de Dios. Así, podían decir que Jesús experimentaba las necesidades de un hombre, como se cuenta en los evangelios, y, al mismo tiempo, conservar las testificaciones de la omnipotencia del Verbo de Dios, relatadas en las mismas fuentes (Juan 19:28, Mateo 26:38, Hebreos 1:3, 1 Corintios 1:24, Juan 14:6, 21:17, 1:1-5, Tito 2:13, Romanos 9:5). 

### La Iglesia del Oriente
La teología de Nestorio, y de toda la escuela antioqueña a la que pertenecía, sobrevivía por un tiempo en la ciudad de Edesa bajo el obispo Ibas, gran admirador de los antioquenos. A medianos del siglo V, la Iglesia del Oriente, que tuvo muchos líderes alumnos de Ibas, adoptaron oficialmente la teología diofisísta que profesan hasta el día de hoy.

## Escritos
Se conservan muy pocos escritos de Nestorio. Hay varias cartas conservadas en las actas del Concilio de Éfeso, y fragmentos de algunas otras. Se conservan unos 30 sermones, la mayoría fragmentarios. El único tratado completo es la larga defensa de su posición teológica, El bazar de Heráclides, escrito en el exilio en el Oasis, que sobrevive en siríaco traducción. No debió de escribirse antes de 450, ya que conoce la muerte del emperador Teodosio II (29 de julio de 450). Existe una traducción inglesa de esta obra, pero fue criticada por inexacta, al igual que la traducción francesa más antigua. Otros análisis eruditos han demostrado que se realizaron varias interpolaciones tempranas en el texto, en algún momento de la segunda mitad del siglo V.

### Bazar de Heracleides
En 1895, un libro manuscrito del siglo XVI que contenía una copia de un texto escrito por Nestorio fue descubierto por misioneros estadounidenses en la biblioteca del patriarca nestoriano en las montañas de Qudshanis, Hakkari. Este libro había sufrido daños durante las conquistas musulmanas, pero estaba sustancialmente intacto, y se sacaron copias en secreto. La traducción siríaca tenía el título de El bazar de Heracleides. El manuscrito original del siglo XVI fue destruido en 1915 durante las masacres turcas de cristianos asirios. La edición de esta obra debe atribuirse principalmente al erudito alemán Friedrich Loofs, de la Universidad de Halle.
En el Bazar, escrito hacia 450, Nestorio niega la herejía por la que fue condenado y, en su lugar, afirma de Cristo que "el mismo es doble", expresión que algunos consideran similar a la formulación del Concilio de Calcedonia. Sin embargo, los primeros escritos que se conservan de Nestorio, incluida su carta escrita en respuesta a las acusaciones contra él de Cirilo, contienen material que ha sido interpretado por algunos en el sentido de que en aquella época sostenía que Cristo tenía dos personas. Otros ven este material como meramente enfatizando la distinción entre cómo el Logos preencarnado es el Hijo de Dios y cómo el Emmanuel encarnado, incluyendo su cuerpo físico, es verdaderamente llamado el Hijo de Dios.

## Legado
Aunque Nestorio había sido condenado por la iglesia, existía una facción leal a él y a sus enseñanzas. Tras el Cisma nestoriano y el traslado de muchos cristianos nestorianos a Persia, el pensamiento nestoriano se arraigó en la comunidad cristiana nativa, conocida como Iglesia de Oriente, hasta el punto de que a menudo se la conocía como la "Iglesia nestoriana".
En los tiempos modernos, la Iglesia Asiria de Oriente, descendiente moderna de la Iglesia de Oriente histórica, venera a Nestorio como un santo, pero la iglesia moderna no suscribe la totalidad de la doctrina nestoriana, tal y como se ha entendido tradicionalmente en Occidente. El patriarca Mar Dinkha IV repudió el exónimo nestoriano con motivo de su acceso al trono en 1976.
En el Imperio Romano, la doctrina del Monofisitismo se desarrolló como reacción al nestorianismo. La nueva doctrina afirmaba que Cristo tenía una sola naturaleza, su naturaleza humana absorbida en su divinidad. Fue condenada en el Concilio de Calcedonia y se atribuyó erróneamente a las Iglesias no calcedonianas. Hoy en día, es condenada como herejía en las modernas iglesias ortodoxas orientales.